# Saco embrionário

Óvulo com saco embrionário: oosfera (amarelo), células sinérgides (laranja), célula central com dois núcleos polares (verde-claro) e células antipodais (verde-escuro).

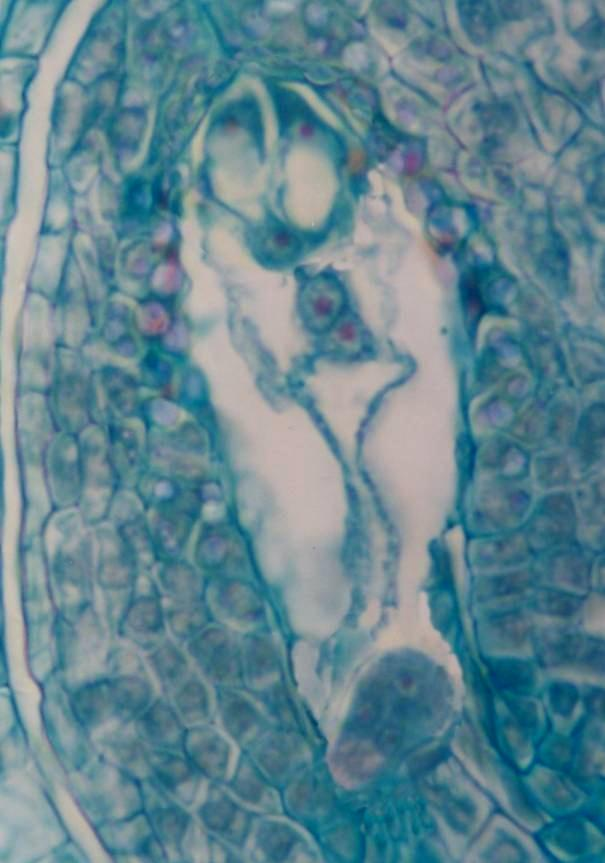
Microfotografia do saco embrionário (ou gametófito feminino) de uma angiosperma. Os núcleos estão tingidos de vermelho e o citoplasma de azulado. Na parte superior da imagem observam-se as sinérgides, e entre elas e mais abaixo a oosfera. Abaixo desta podem ser vistos os dois núcleos polares da célula central. No outro extremo do saco embrionário observam-se os três núcleos das antipodais.

Saco embrionário (também megásporo ou megagametófito) é a designação dada em botânica à massa no centro do óvulo das angiospérmicas que contém a oosfera, os núcleos polares, as sinérgides e as células antipodais.

## Descrição
O saco embrionário forma-se a partir de uma célula do nucelo, a célula-mãe do saco embrionário (ou célula-mãe dos megásporos), célula esta que, nos óvulos imaturos, se encontra próxima do micrópilo e é maior que qualquer das células do núcleo. Esta célula, por meiose, origina quatro células haploides, os megásporos ou sacos embrionários. Destas quatro células, três degeneram, e uma desenvolve-se, constituindo o saco embrionário que representa o macrósporo.
- Na divisão Gimnosperma o gametófito feminino ou prótalo (n) origina-se pela divisão mitótica do megásporo viável. O prótalo desenvolve um ou mais arquegónios e cada um apresenta oosfera ou gâmeta feminino.

- Na divisão Angiosperma, o megásporo viável sofre três cariocineses, para formar um saco embrionário com oito núcleos haploides, a partir do qual se produz a citocinese que dá lugar ao megagametófito ou gametófito feminino que consta de 7 células: a oosfera, duass células sinérgides, uma célula central com dois núcleos polares e três células antipodais.